# Bitwa pod Ushant (1778)
Bitwa pod Ushant (1778) – starcie zbrojne, które miało miejsce 27 lipca 1778 roku w trakcie wojny o niepodległość Stanów Zjednoczonych.
Starcie rozegrało się między flotą angielską pod dowództwem admirała Augusta Keppela z 30 okrętami liniowymi a flotą francuską pod dowództwem admirała hrabiego d'Orvilliers z 30 okrętami liniowymi. Bitwa pozostała nierozstrzygnięta.

## Wstęp do bitwy
Latem 1778 flota brytyjska wypłynęła w morze z głównym zadaniem zablokowania floty francuskiej w porcie Brest, a w przypadku przełamania blokady, uniemożliwienia jej przedostania się na Atlantyk i dotarcia do wybrzeży Stanów Zjednoczonych walczących wówczas o niepodległość.
Flota angielska, mimo że miała mniej fregat, to jednak była lepiej uzbrojona – łącznie na pokładach floty brytyjskiej było 2 300 dział, podczas gdy w liczącej więcej okrętów flocie francuskiej było ich 2 100.
Flota francuska wyszła z Brestu 8 lipca 1778 roku i manewrowała w kanale La Manche.
Dopiero 23 lipca w ten rejon dotarła flota brytyjska – okrętem flagowym floty był słynny później HMS Victory.
Przez cztery dni obie floty zajmowały się tylko manewrami, aby zająć najlepszą pozycję wyjściową do bitwy względem warunków wiatru i morza, dodatkowo admirał Keppel starał się odciąć flotę francuską od powrotu do Brestu.

## Bitwa
27 lipca 1778 roku, gdy admirałowi Keppelowi udało się dokonać odcięcia floty francuskiej od Brestu, admirał d'Orvilliers zaatakował – w straży przedniej było 9 liniowców i 1 fregata pod dowództwem adm. de Chartres, zaś w straży tylnej pod dowództwem adm. du Chaffault płynęło 9 okrętów liniowych. We flocie brytyjskiej podzielonej także na trzy części, eskadrą niebieską w straży przedniej dowodził wiceadmirał R. Harland, a tylną eskadrą niebieską admirał Hugh Palliser.
Przy południowo-zachodnim wietrze obie floty podążały kursem równoległym w odległości od 6 do 10 mil od siebie.
O godzinie 9.00 flota francuska wykonała zwrot o 180 stopni chcąc dostać się do Brestu.
Anglicy jednak też wykonali zwrot, wreszcie po dwóch godzinach okręt flagowy HMS Victory otworzył ogień do flagowego okrętu francuskiego La Bretagne, uzbrojonego w 110 dział.
Jednak pierwsze starcie, w tym straży przednich, nie dało większych rezultatów.
Po wymianie ognia floty znów wykonały zwrot, z tym, że lepiej wykonała go flota francuska – we flocie brytyjskiej doszło do zamieszania, co umożliwiło Francuzom zajęcie pozycji między lądem a Anglikami.
Zamieszanie angielskie w ustawieniu floty postanowił wykorzystać admirał d'Orvilliers i wydał rozkaz do ataku, jednak z powodu źle zrozumianych rozkazów teraz z kolei we flocie francuskiej doszło do chaosu w ustawieniu eskadr i okrętów.
Następne godziny w obu flotach zostały strawione na porządkowaniu ustawienia eskadr – jednak gdy pierwsi opanowali chaos Francuzi i zaatakowali, flota brytyjska uchyliła się od walki. Admirał Keppel, który był połączony tylko ze strażą przednią, około godziny 19.00 postanowił zrezygnować z bitwy i skierował swe okręty na Plymouth. Flota francuska zaś odpłynęła do Brestu.

## Reperkusje
Bitwa była klasycznym przykładem użycia taktyki liniowej, w której obu flotom więcej czasu zajęło manewrowanie i porządkowanie linii szyku eskadr niż sama walka.
Nierozstrzygnięty wynik bitwy spowodował dochodzenia w obu flotach. We flocie francuskiej stracił swe dowództwo admirał de Chartres za "złamanie szyku linii", natomiast angielski admirał Palliser dowodzący podczas bitwy strażą tylną otrzymał naganę za nie dołączenie do sił głównych.

## Okręty liniowe biorące udział w bitwie (liczba dział)

### Flota angielska
- Eskadra niebieska (wiceadmirał R. Harland)
  - Monarch, 74,
  - Hector, 74
  - Centaur, 74
  - Exeter, 64
  - Duke, 90
  - Queen, 90, Harland
  - Schrewsbury, 74
  - Cumberland, 74
  - Berwick, 74
  - Stirling Castle, 64

- Eskadra Biała (admirał Keppel)
  - Courageux, 74
  - Thunderer, 74
  - Sandwich, 90
  - Valiant, 74
  - Bienfaisant, 64
  - Victory, 100, Keppel
  - Foudroyant, 80
  - Prince Georges, 90
  - Vigilant, 64
  - Terrible, 74
  - Vengeance, 74

- Eskadra Czerwona (wiceadmirał Hugh Palliser).
  - Worcester, 64
  - Elisabeth, 74
  - Robust, 74
  - Formidable, 90
  - Ocean, 90
  - America, 64
  - Defiance, 64
  - Egmont, 74
  - Ramillies, 74

fregaty:
- Arethuse, 32
- Proserpine, 28
- Milford, 28
- Fox, 28
- Andromede, 28

Slupy :
- Pluto, 8
- Vulcan, 8

Kuter:
- Alert

### Flota francuska
- Eskadra Biało-Niebieska (admirał Du Chaffault)
  - 2 dywizjon
    - Le Dauphin-royal, 70
    - L'Amphion, 50
    - L'Eveillé, 64

  - 1 dywizjon
    - Le Bienaimé, 74
    - La Couronne, 80, Du Chaffault
    - Le Palmier, 74

  - 3 dywizjon
    - Le Vengeur, 64
    - Le Glorieux, 74
    - L'Indien, 64

Fregata La Junon, 12
- Eskadra biała
  - 3 dywizjon
    - L'Artésien, 64
    - L'Orient, 74
    - L'Actionnaire, 64

  - 1 dywizjon
    - Le Fendant, 74
    - La Bretagne, 110, D'Orvilliers
    - Le Magnifique, 74

  - 2 dywizjon
    - L'Actif, 74
    - La Ville de Paris, 100
    - Le Réfléchi, 64

Fregaty:
- -     - La Sibille, 12

- Eskadra Niebieska
  - 2 dywizjon
    - Le Roland, 64
    - Le Robuste, 74
    - Le Sphinx, 64

  - 1 dywizjon
    - L'Intrépide, 74
    - Le St Esprit, 80, Duc de Chartres
    - Le Zodiaque, 74

  - 3 dywizjon
    - Le Diadème, 74
    - Le Conquérant, 74
    - Le Solitaire, 64

Fregata La Fortunée, 12
Poza tym dwie fregaty Duc-de-bourgogne i l'Alexandre, zostały wysłane do Brestu przed bitwą i zastąpione przez l'Amphion, 50 dział, i L'Eveillé, 64 działa.
Poza tym działały też w składzie floty fregaty 12 działowe :
La Résolue, La Sensible, la Nymphe, la Surveillante, oraz z 8 działami : La Danaé
Korwety: Curieuse, Favorite, Hirondelle, Lunette, Sylphide
Lugier: L'Espiègle.